# Bomolocha brunnea
Bomolocha brunnea là một loài bướm đêm trong họ Noctuidae.